# Chen Chien-jen
Chen Chien-jen (Qishan, 6 giugno 1951) è un politico taiwanese, primo ministro dal 31 gennaio 2023 al 20 maggio 2024.

## Carriera
La sua attività politica è iniziata quando è entrato a far parte dell'amministrazione presidenziale nel 2003 come ministro della Salute, rimanendo in carica fino al 2005. Successivamente tra il 2006 e il 2008 ha ricoperto la carica di Ministro del Consiglio Nazionale delle Scienze di Taiwan. Dal 2016 al 2020 è stato vicepresidente della Repubblica di Cina.
Nel gennaio 2023, ha sostituito Su Tseng-chang, ricoprendo la carica di premier della Repubblica di Cina.